# Hermann von Helmholtz
Hermann Ludwig Ferdinand von Helmholtz (31 de agosto de 1821-8 de septiembre de 1894) fue un médico y físico alemán, que realizó contribuciones significativas en numerosas áreas de la ciencia moderna. En fisiología y psicología, es conocido por sus trabajos sobre el funcionamiento y los procesos de percepción del ojo y del oído humanos. En física, es conocido por sus teorías sobre la conservación de la energía, sus trabajos sobre electrodinámica, termodinámica química, y por la fundamentación mecánica de la termodinámica. Como filósofo, es conocido por su filosofía de la ciencia, ideas sobre la relación entre las leyes de la percepción y las leyes de la naturaleza, así como por sus ideas acerca de la ciencia de la estética y sobre el poder civilizador de la ciencia.
Fue cofundador en 1887 del Physikalisch-Technische Reichsanstalt, más tarde el actual Physikalisch-Technische Bundesanstalt, junto con Karl-Heinrich Schellbach y Werner von Siemens en Charlottenburg.

## Primeros años

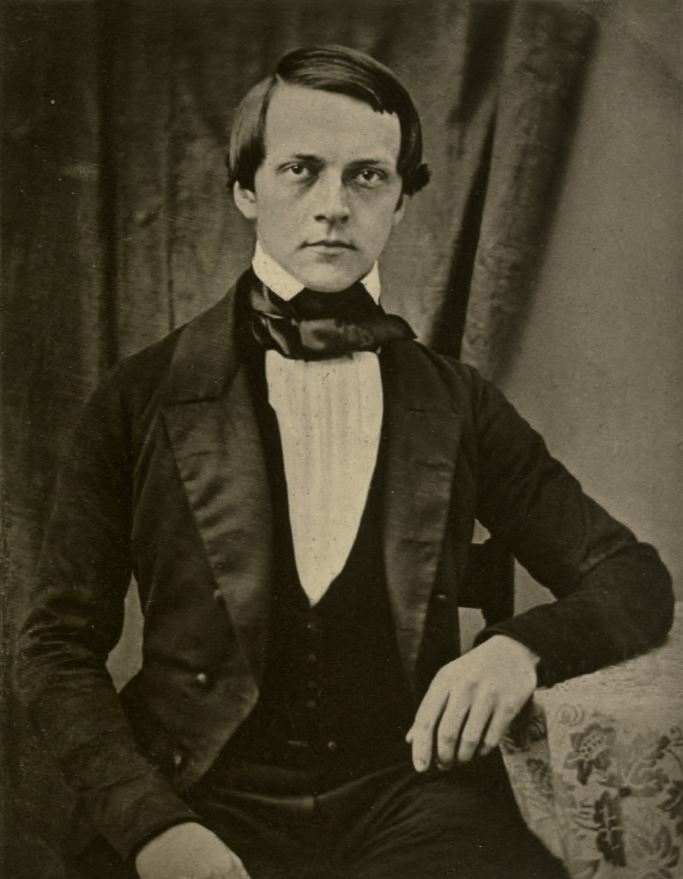
Helmholtz en 1848

Helmholtz nació en Potsdam, primogénito de Ferdinand Helmholtz, director de instituto que había estudiado filología y filosofía clásica, y que era amigo cercano de Fichte. Este hecho explica la posterior influencia sobre Helmholtz de las ideas de Fichte y de Kant, cuyas teorías trató de trasladar a actividades empíricas como la psicología. 
En su juventud se trasladó a Berlín para estudiar medicina en el Instituto Federico Guillermo Médico-Quirúrgico —llamada la Pépinière de Berlín—, escuela que formaba a médicos militares. Eligió estudiar allí porque no había que pagar matrícula, cosa importante debido a que su familia no era demasiado acaudalada. Sin embargo, a cambio se comprometía a servir ocho años en el ejército.
Cuatro años más tarde Helmholtz abandonó la Pépinière como doctor en anatomía para realizar prácticas en el hospital de la Charité. En 1841 empezó una tesis doctoral bajo la dirección de Müller. Estudiaría la estructura del sistema nervioso en los invertebrados. Así descubrió que las fibras nerviosas surgen de unas células, anteriormente identificadas por Christian Gottfried Ehrenberg.
En 1843 fue destinado al hospital de Potsdam, donde trabajó durante cinco años. Pudo compatibilizar su trabajo con las investigaciones, ya que tenía bastante tiempo libre. Habilitó un barracón para transformarlo en laboratorio. Allí realizó investigaciones sobre la producción de calor durante la contracción muscular. Demostró que el calor no era transportado por la sangre o por los nervios, sino que era producido en los propios músculos. Dedujo un equivalente mecánico del calor, incorporado en su disertación de 1847, Über die Erhaltung der Kraft (Sobre la conservación de la energía). Esto significaba que no existían "fuerzas vitales" para mover un músculo. Helmholtz rechazó la tradición especulativa de la filosofía natural, paradigma dominante entonces en la fisiología alemana. 
Tras esto, pudo abandonar el ejército y empezar a enseñar anatomía en la Academia de las Artes de Prusia gracias a la ayuda que le proporcionó Alexander von Humboldt.

## Investigaciones

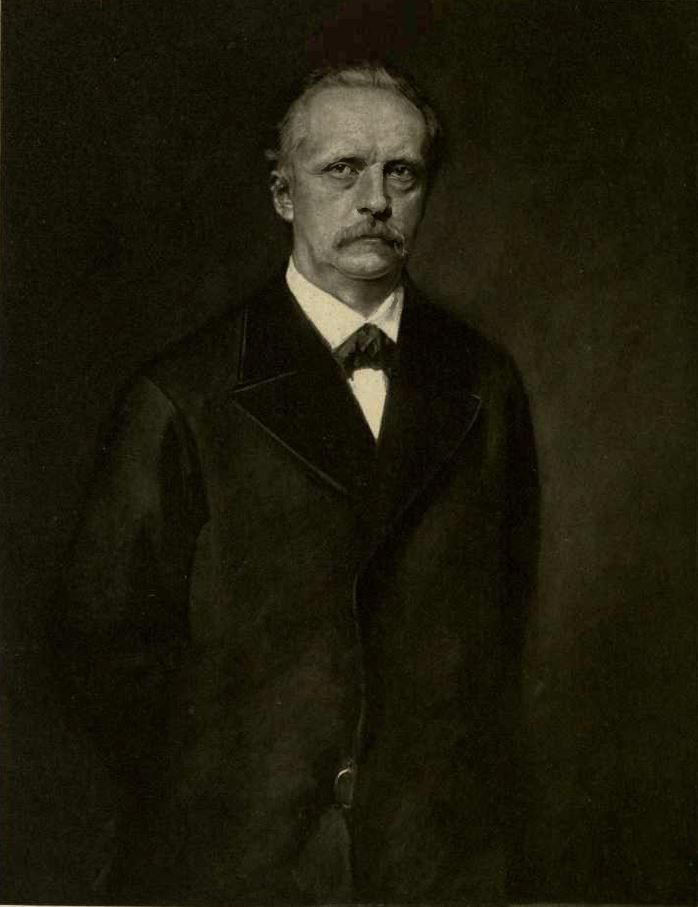
Helmholtz en 1876,
retratado por Franz von Lenbach

### Mecánica
Su primer logro científico importante, un Tratado de 1847 sobre la conservación de la energía, fue escrito en el contexto de sus estudios de medicina y con un trasfondo filosófico. Descubrió el principio de conservación de la energía mientras estudiaba el metabolismo de los músculos. Intentó demostrar que el movimiento muscular supone un intercambio mecánico de energía, y que por lo tanto no era necesaria ninguna fuerza vital para explicarlo. Este descubrimiento supuso el rechazo del paradigma filosófico dominante hasta entonces en la fisiología alemana, fruto de una larga tradición especulativa.
Basándose en los trabajos anteriores de Sadi Carnot, Émile Clapeyron y James Prescott Joule, postuló una relación entre la mecánica, el calor, la luz, la electricidad y el magnetismo, tratándolos como distintas manifestaciones de una sola fuerza (energía de acuerdo con la nomenclatura moderna). Publicó sus teorías en el libro titulado "Über die Erhaltung der Kraft" (Sobre la conservación de la fuerza) 1847.
En las décadas de 1850 y 1860, las publicaciones de William Thomson, Helmholtz y William Rankine popularizaron la idea de la muerte térmica del universo.
En dinámica de fluidos, Helmholtz hizo varias contribuciones, incluyendo los Teoremas de Helmholtz sobre la dinámica de vórtices en líquidos no viscosos.

### Fisiología sensorial
La fisiología sensorial de Helmholtz fue la base del trabajo de Wilhelm Wundt, un estudiante de Helmholtz considerado como uno de los fundadores de psicología experimental. Wundt, más explícitamente que Helmholtz, describió su investigación como una forma de filosofía empírica y como un estudio de la mente como un elemento independiente. Helmholtz, en su temprano rechazo de la filosofía natural, había destacado la importancia del materialismo y se centraba más en la unidad de la "mente" y del cuerpo.

### Óptica oftálmica
En 1851, Helmholtz revolucionó el campo de la oftalmología con la invención del oftalmoscopio; un instrumento usado para examinar el interior del ojo humano. Este invento le hizo repentinamente famoso. Los intereses de Helmholtz en aquella época se centraron cada vez más en la fisiología de los sentidos. Su principal publicación, titulada "Handbuch der Physiologischen Optik" (Manual de óptica fisiológica o Tratado de óptica fisiológica"), proporcionó las teorías empíricas sobre la percepción de la profundidad y el movimiento, y sobre la visión del color; convirtiéndose en una obra de referencia fundamental en su campo durante la segunda mitad del siglo XIX. En el tercer y último volumen, publicado en 1867, Helmholtz describe la importancia de inferencia inconsciente en los procesos de percepción. Su teoría sobre la acomodación refleja fue indiscutida hasta la década final del siglo XX.
Helmholtz continuó durante varias décadas actualizando las sucesivas ediciones de su manual, reflejando su disputa con Ewald Hering que mantenía puntos de vista opuestos sobre la visión espacial y la percepción del color. Esta disputa dividió la disciplina de la fisiología durante la segunda mitad del siglo de 1800.

### Fisiología de los nervios
En 1849, cuando residía en Königsberg, Helmholtz midió la velocidad de transmisión de los impulsos nerviosos. En aquella época, se pensaba que las señales nerviosas viajaban a lo largo de los nervios a una velocidad enormemente rápida. Para ello utilizó un nervio ciático de una rana recién disecado, y el músculo de la pantorrilla adyacente. Utilizó un galvanómetro como dispositivo cronográfico, añadiendo un espejo para reflejar un haz de luz en la habitación a una escala que daba mucha mayor sensibilidad a la aguja del dispositivo. Las velocidades de transmisión registradas de por Helmholtz estaban en la gama de 24,6-38,4 metros por segundo.

### Acústica

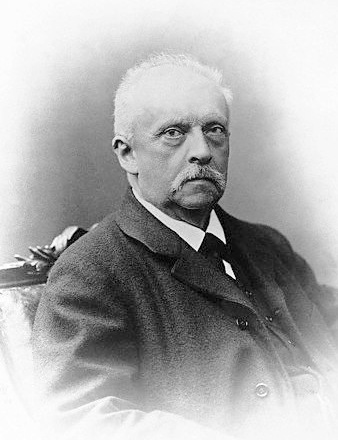
Hermann von Helmholtz (Practical Physics, Macmillan & Co., 1914.)

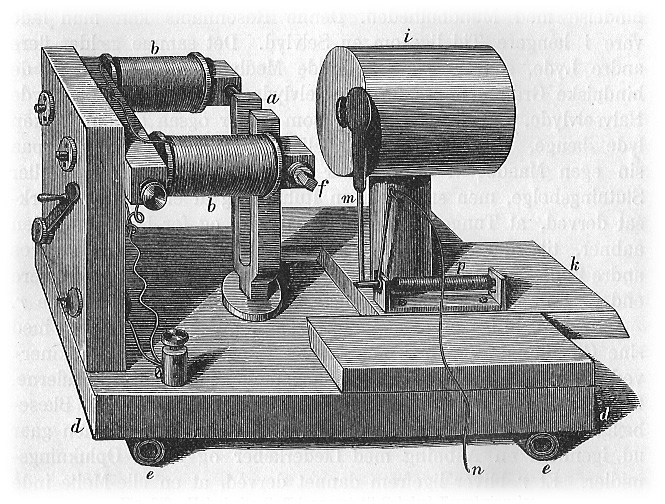
Resonador de Helmholtz (i) e instrumental

Helmholtz construyó un aparato para analizar las combinaciones de tonos que generan sonidos naturales complejos: el resonador de Helmholtz, un instrumento musical electrónico primitivo (uno de los precursores) que no nació como tal, ya que su inventor era un científico y no tenía ningún interés en las aplicaciones musicales derivadas de sus investigaciones.
El resonador de Helmholtz era capaz de identificar las diversas frecuencias o tonos de los componentes de onda sinusoidal pura de sonidos complejos que contienen múltiples tonos.

En 1863 Helmholtz publicó un libro titulado Sobre las sensaciones de tono como base fisiológica para la teoría de la música, donde demostraba de nuevo su interés en la física de la percepción. Este libro influyó sobre los musicólogos del siglo XX.

### Electromagnetismo
Helmholtz se trasladó en 1871 de Bonn a Berlín, ejerciendo de profesor de física. Se interesó por el electromagnetismo. Aunque él mismo no alcanzó la celebridad por estas contribuciones a la ciencia, su discípulo Heinrich Rudolf Hertz se hizo famoso por ser el primero en mostrar la radiación electromagnética. Otro de sus alumnos fue Max Planck.
Helmholtz escribió sobre muchos temas diferentes. Entre ellos, temas tan divergentes como la edad de la Tierra, el origen del sistema planetario y el funcionamiento de la membrana basilar en la cóclea. (Ver Resonador de Helmholtz)

## Obra

### Algunas publicaciones
- Über die Erhaltung der Kraft. Reimer, Berlín 1847.

- Ueber die Wechselwirkung der Naturkräfte und die darauf bezüglichen neuesten Ermittelungen der Physik: ein populär-wissenschaftlicher Vortrag, gehalten am 7. Februar 1854. Gräfe & Unzer, Königsberg 1851.

- Ueber die Accommodation des Auges. In: Graefes Archiv für Ophthalmologie, v. 1, 1854–1855, p. 1–74.

- Theorie der Luftschwingungen in Röhren mit offenen Enden. In: Journal für die reine und angewandte Mathematik 57 (1) 1860: 1–72.

- Die Lehre von den Tonempfindungen als physiologische Grundlage für die Theorie der Musik. Friedrich Vieweg & Sohn, Braunschweig 1863, Nachdruck: Minerva-Verlag, Frankfurt am Main 1981, ISBN 3-8102-0715-2. 2.ª ed. Friedrich Vieweg & Sohn, Braunschweig 1865, extractos de la edición de 1896.

- Über die akademische Freiheit der deutschen Universitäten – Rede beim Antritt des Rectorats an der Friedrich-Wilhelms-Universität zu Berlin am 15. October 1877 gehalten. August Hirschwald, Berlín 1878.

- Die Mechanik der Gehörknöchelchen und des Trommelfells. In: Pflügers Archiv der gesamten Physiologie, v. 1, 1868, p. 1–60, (también con Max Cohen y su hijo, Bonn 1869)

- Schriften zur Erkenntnistheorie, comentado por Moritz Schlick y Paul Hertz, ed. de Ecke Bonk. Springer, Viena / New York 1998, ISBN 3-211-82770-6.

- Dynamik continuirlich verbreiteter Massen, ed. de Otto Krigar-Menzel. Verlag J. A. Barth, Leipzig 1902.

- Über die Erhaltung der Kraft. (1847) / Über Wirbelbewegungen. (1858), ed. de A. Wangerin, 2.ª ed. (reimpreso de Ausg. Leipzig, Engelmann, Thun: Deutsch, Frankfurt am Main 1996, ISBN 3-8171-3001-5)

- Zwei hydrodynamische Abhandlungen von H. v. Helmholtz. I. Ueber Wirbelbewegungen (1858) II. Ueber discontinuirliche Flüssigkeitsbewegungen (1868) Publicó A. Wangerin. Verlag Wilhelm Engelman, Leipzig 1896

- Zur Geschichte des Princips der kleinsten Action. Sitzungsberichte der Königlich Preussischen Akademie der Wissenschaften zu Berlin 14, 1887

- Abhandlungen zur Philosophie und Geometrie, ed. u. eingel. von Sabine S. Gehlhaar. Junghans, Cuxhaven 1987, ISBN 3-926848-00-6.

- Vorlesungen über Theorie der Wärme, ed. de Franz Richarz. Verlag J. A. Barth, Leipzig 1903

- Beschreibung eines Augenspiegels zur Untersuchung der Netzhaut im lebenden Auge. Unveränd. Nachdr. d. Ausg. Leipzig, J. A. Barth, 1910, Leipzig 1968.

- Physiological optics, v. 3. (J. P. C. Southall, Trans.) Optical Society of America, Rochester NY 1925/1909.

- Das Denken in der Naturwissenschaft. Unveränd. reprograf. Nachdr. Wissenschaftliche Buchgesellschaft, Darmstadt 1968.

- Die Tatsachen in der Wahrnehmung / Zählen und Messen erkenntnistheoretisch betrachtet. Unveränd. fotomechan. Nachdr. Wissenschaftl. Buchgesellschaft, Darmstadt 1959.

- Vorträge und Reden von Hermann von Helmholtz. 1.er v. 4.ª ed. Editorial Friedrich Vieweg & Sohn, Braunschweig 1896.

- Vorträge und Reden, v. 2 (enlace roto disponible en Internet Archive; véase el historial, la primera versión y la última). 4.ª ed. Vieweg, Braunschweig 1896.

- Handbuch der physiologischen Optik. L. Voss, Leipzig 1867.

- Vorlesungen über die elektromagnetische Theorie des Lichts. Hamburgo, Leipzig 1897.

- Philosophische und populärwissenschaftliche Schriften. Herausgegeben von Michael Heidelberger, Helmut Pulte und Gregor Schiemann. 3 v. Felix Meiner Verlag, Hamburgo 2017, ISBN 978-3-7873-2896-3.

## Reconocimientos y honores

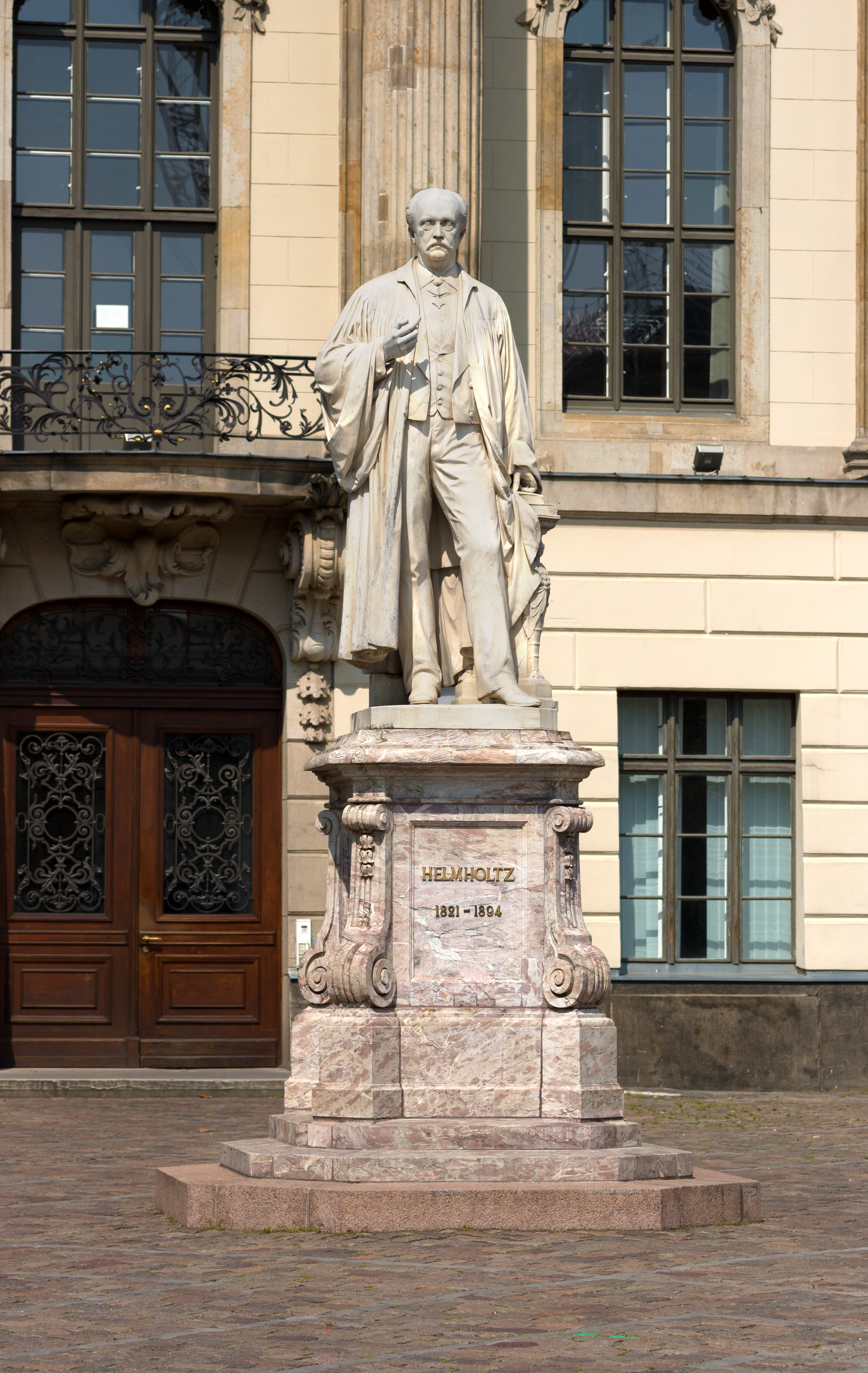
Estatua de Helmholtz en la Universidad Humboldt de Berlín

- En 1881, Helmholtz fue elegido Miembro Honorario del Real Colegio de Cirujanos de Irlanda.[8]
- En 1883, el profesor Helmholtz fue honrado por el emperador, siendo elevado a la nobleza, siendo autorizado a utilizar el apellido von Helmholtz.
- Helmholtz fue nombrado miembro honorario del Instituto de ingenieros y constructores navales de Escocia en 1884.
- La más importante institución de centros de investigación científica alemanes, la Asociación Helmholtz, conmemora su nombre.[9][10]
- El cráter lunar Helmholtz lleva este nombre en su honor.
- Así mismo, el cráter marciano Helmholtz perpetúa su memoria.